# Oare (Kent)
Oare – wieś w Anglii, w hrabstwie Kent, w dystrykcie Swale. Leży 26 km na wschód od miasta Maidstone i 73 km na wschód od centrum Londynu.